# Argument
Un argument (din latină argumentum „mijloc de dovadă“) este o afirmație sau o serie de afirmații (premise), care este utilizată pentru a motiva o altă afirmație, de exemplu o concluzie (sau o teză). Un argument este  un raționament,  o dovadă adusă în sprijinul unei afirmații. Forma logică a unui argument într-o limbă naturală poate fi reprezentată într-un limbaj formal simbolic și, independent de limba naturală, pot fi formulate "argumente" în matematică și informatică. Astfel, în matematică, argument este variabila independentă a unei funcții.
Logica este studiul formelor de raționament în argumente și elaborarea de standarde și criterii pentru evaluarea argumentelor.
Afirmarea argumentelor pentru a apăra o teză se numește argumentare.
Derivarea corectă din punct de vedere logic a unei afirmații din alte afirmații sau argumente (adevărate) se numește dovadă. 